# Krambatangi
El Krambatangi es el puerto de ferry de Suðuroy en las Islas Feroe. El ferry Smyril M / F desembarca 2-3 veces al día desde Krambatangi a Tórshavn. Krambatangi se encuentra en el lado sur de Trongisvágsfjørður a medio camino entre Trongisvágur y Oravik, enfrente de Tvoroyri. El puerto de ferry estaba antes en Drelnes, que está a unos cientos de metros más al este de Krambatangi. Pero en 2005 llegó un nuevo ferry, que era mucho más grande que el anterior, y por lo tanto se construyó una nueva terminal de ferry en Krambatangi. Krambatangi no pertenece al municipio de Tvoroyri, y ha habido algunos desacuerdos entre el municipio y Tvoroyri Strandfaraskip Landsins (SSL) porque no pagan por entrar en el puerto de Tvoroyri.